# سونگ سونگ-جون
سونگ سونگ-جون (انگلیسی: Song Seung-jun؛ زادهٔ ۲۹ ژوئن ۱۹۸۰) بازیکن بیس‌بال اهل کره جنوبی است.
وی در مسابقات کشوری و بین‌المللی در مجموع برندهٔ ۱ مدال طلا شده‌است.